# Semiothisa trigonata
Semiothisa trigonata är en fjärilsart som beskrevs av Arnold Pagenstecher 1907. Semiothisa trigonata ingår i släktet Semiothisa och familjen mätare. Inga underarter finns listade i Catalogue of Life.